# Целиком и полностью
«Целиком и полностью» (англ. Bones and All) — художественный фильм итальянского режиссёра Луки Гуаданьино. Главные роли исполнили Тейлор Рассел и Тимоти Шаламе. Экранизация романа Камиллы ДеАнджелис. Премьера состоялась 2 сентября 2022 года на 79-м Венецианском кинофестивале. Тейлор Расселл получила награду имени Марчелло Мастроянни как самая многообещающая актриса, а Лука Гуаданьино был удостоен премии «Серебряный лев» за режиссёрскую работу. Прокат в США стартовал в ноябре 2022 года. Это вторая совместная работа Шаламе и Гуаданьино после «Назови меня своим именем».

## Сюжет
Действие фильма происходит в конце 1980-х. На девчачьей вечеринке девочка-подросток Марен едва не откусывает палец подруге, после чего ей с отцом приходится срочно бежать и менять место жительства. Вскоре, когда Марен исполняется 18, отец бросает её, оставляя немного денег и аудиокассету, на которой он объясняет свой поступок.
Отец рассказывает, что в три года Марен загрызла свою няню. Марен встречает старика, который тоже является каннибалом, и они вместе съедают труп пожилой женщины, умершей от естественных причин.

## В ролях
- Тейлор Расселл — Марен Ярли
- Тимоти Шаламе — Ли
- Марк Райлэнс — Салли
- Майкл Стулбарг — Джейк
- Андре Холланд — отец Марен
- Джессика Харпер — Барбара Кернс
- Хлоя Севиньи — Жанель
- Анна Кобб  — Кайла
- Дэвид Гордон Грин — Брэд

## Производство
О работе над новым фильмом Луки Гуаданьино стало известно 28 января 2021 года. Главные роли исполнили Тимоти Шаламе и Тейлор Расселл. Съёмки начались в мае 2021 года, когда к актёрскому составу присоединились Марк Райлэнс, Майкл Стулбарг, Андре Холланд, Джессика Харпер, Хлоя Севиньи, Франческа Скорсезе и Дэвид Гордон Грин. Съёмки прошли в Цинциннати, что делает картину первой, снятой Гуаданьино в Соединённых Штатах. Съёмки завершились в июле 2021 года.
В интервью режиссёр говорит, что это «очень романтичная история о невозможности любви и, тем не менее, о её необходимости. Даже в экстремальных обстоятельствах». Также он сказал, что Шаламе и Расселл обладают «блестящей силой» и способны «изобразить универсальные чувства».

## Критика
На сайте Rotten Tomatoes фильм имеет рейтинг 92% основанный на 36 отзывах, со средней оценкой 8/10. Рецензируя фильм после его премьеры в Венеции, где ему аплодировали стоя в течение 10 минут, Питер Брэдшоу из The Guardian назвал фильм «экстравагантным и возмутительным: страшным, неприятным и поразительным в своём извращённом романтическом идеализме» и поставил ему оценку в 5 звёзд.